# Иванов, Аполлон Викторович
Апполон Викторович Иванов (10 октября 1842, Санкт-Петербург, Российская империя — 18 февраля 1909, Санкт-Петербург, Российская империя) — российский государственный деятель, член Государственного Совета.

## Биография
Из дворян. Родился 10 октября 1842 года. По окончании курса наук в Императорском училище правоведения в 1862 году вступил в службу в 4-й департамент Правительствующего Сената. В 1866 году назначен помощником юрисконсульта консультации, при министерстве юстиции учрежденной, и редактором законодательного отдела департамента министерства юстиции. В 1869 году принимал участие в комиссии для окончания работ по преобразованию судебной части, о применении к Сибири основных положений судоустройства и судопроизводства.
В 1871 году и.д. юрисконсульта и назначен членом от министерства в комиссию при 2-м отделении Собственной Его Императорского Величества канцелярии для обсуждения вопроса о применении статьи 621 и устава о векселях, а также членом в комиссию при военном министерстве для рассмотрения положении об управлении Туркестанским краем. В 1876 году назначен членом состоявшего при главном управлении регулярных войск комитета по пересмотру казачьих законоположении. В 1877 году назначен обер-прокурором межевого Правительствующего Сената.
В следующем году перемещен на ту же должность в 1-е отделение 3-го департамента Сената. В 1879 году обозревал делопроизводства Волынской и Могилевской палат и прокурорского надзора Могилевской губернии. В 1880 году командирован в Киев для разъяснения некоторых вопросов, касающихся коштного межевания земель в Киевской губернии. В 1881 году назначен членом от министерства в комиссию при министерстве внутренних дел, для обсуждения вопроса о крестьянских поселениях. В 1882 году назначен председателем от министерства юстиции в учрежденную при министерстве внутренних дел комиссию для уяснения прав и обязанностей чиновников и устройства их быта.
В том же году назначен обер-прокурором гражданского кассационного департамента Правительствующего Сената. В 1886 году назначен к присутствованию в совете эмеритальной кассы ведомства министерства юстиции, в качестве члена. В 1889 году назначен сенатором в гражданский кассационный департамент. В 1890 году перемещен в соединенное присутствие 1-го и кассационных департаментов Сената. В 1891 году назначен представителем от министерства юстиции в составе комиссии, для обсуждения вопроса о мерах к поддержанию дворянского землевладения. В 1895 году назначен членом особого присутствия при Государственном Совете для предварительного рассмотрения Всеподданнейших жалоб на определения департамента Сената, а также к присутствованию в высшее дисциплинарное присутствие Правительствующего Сената. Скончался 18 февраля 1909 года.